# Liudmila Márchenko
Liudmila Vasílieva Márchenko (en ruso: Людми́ла Васи́льевна Ма́рченко; Arjipo-Ósipovka, 20 de junio de 1940-Moscú, 23 de enero de 1997) fue una actriz de cine y teatro rusa y soviética.

## Biografía
Nació en Arjipo-Ósipovka, en la costa oriental del mar Negro del krai de Krasnodar el 20 de junio de 1940. En 1963, acabó sus estudios en la Universidad Panrusa Guerásimov de Cinematografía en la clase de Mijaíl Romm. Desde ese año fue actriz en el Estudio de teatro experimental y pantomima Ektemim bajo la dirección de Aleksandr Rúmnev. Entre 1965 y 1984, trabajó como actriz de cine en el Teatro-Estudio. Murió el 23 de enero de 1997 y fue enterrada en el cementerio Vagánkovo en Moscú.

## Filmografía
1. 1958 — Dobrovoltsy — episodio
2. 1959 — Belye nochi — Nastenka
3. 1959 — Otchi dom — Tania
4. 1960 — Do budushchei vesni — Vera
5. 1960 — Leon Garos ishchet druga
6. 1961 — Dmitro Goritsvit
7. 1961 — Gody devichi
8. 1962 — Bez straja i uprioka — sestra Toshi
9. 1962 — Moi mladshi brat — Galia
10. 1963 — Polustanok
11. 1965 — Striapuja — Taisia
12. 1966 — Aibolit-66 — episodio
13. 1967 — Tsygan — Galia, mujer Budulaya
14. 1968 — Razvedchiki — Mari
15. 1973 — V boi idut odni "stariki"
16. 1977 — Sluzhebni roman
17. 1979 — Chto-to s telefonom — invitada
18. 1980 — O bednom gusare zamolvite slovo
19. 1982 — Kto stuchitsia v dver ko mne